# Yeonipbap
Lo yeonipbap (연잎밥?) è un piatto della cucina coreana costituito da bap avvolto in foglie di loto e cotto al vapore. Originario della cucina dei templi buddhisti, è una specialità di Buyeo. È considerato un cibo salutare per via delle foglie di loto, che purificano il sangue e prevengono l'anemia, oltre ad avere proprietà antibatteriche e rafforzanti del sistema immunitario.

## Preparazione
Il riso glutinoso viene cotto al vapore, mescolato a semi e altri cereali (principalmente giuggiole, castagne e noci di ginkgo biloba), poi avvolto in una foglia di loto e cotto una seconda volta al vapore.
La varietà di ingredienti uniti al riso glutinoso è vasta e comprende semi di loto, fette di radice di loto, riso nero, miglio, sorgo, riso bianco, riso integrale, fagioli neri, arachidi, giuggiole e pinoli.

## Consumo
Conosciuto principalmente come piatto della cucina dei templi buddhisti, è riconosciuto dai tempi antichi come cibo dell'immortalità e veniva portato dai soldati sul campo di battaglia. In epoca moderna è uno spuntino frequente durante le gite fuori porta ed è presente anche sulle tavole dei buffet.

## Storia
Lo yeonipbap viene citato nel Jeongjoji (정조지?, 鼎俎志?; lett. "Registro delle pentole e dei taglieri"), ottavo volume dell'Imwon gyeongjeji (임원경제지?, 林園經濟志?; lett. "Registri sull'economia rurale"), un'enciclopedia sulla vita rurale coreana redatta dallo scolaro Silhak Seo Yu-gu a partire dal 1806. Il piatto è descritto come un metodo per impedire al riso di marcire durante il caldo estivo. A differenza della preparazione moderna, viene sottolineato che le foglie debbano rimanere fresche anziché essere cotte al vapore. Le proprietà benefiche delle foglie di loto sono anche citate nel Běncǎo Gāngmù (本草綱目S) redatto da Li Shizhen nel XVI secolo durante la dinastia Ming e nel Dong-ui bogam.